# Правцева діагностична тріада
Правцева діагностична тріада (англ. Tetanus triad; також рання діагностична тріада симптомів при правцеві) — поєднання трьох симптомів у ранній стадії генералізованої форми правця в людини. Являє собою одночасну появу двостороннього тризму (утруднення відкривання рота через спазм жувальних м'язів), «сардонічної посмішки» та дисфагії. Є патогномонічним симптомом правця. Самі по собі ці ознаки можуть спостерігатися при різних захворюваннях — односторонній тризм часто зустрічається при різних захворюваннях зубів та ясен, двосторонній тризм виникає при травмі щелепи; «сардонічна посмішка» іноді спостерігається при отруєнні стрихніном; дисфагія формується під дією багатьох чинників, зокрема при інсульті, пухлинах стравоходу тощо. Але одночасна поява цих трьох симптомів відбувається тільки при правцеві, не зустрічається при жодній іншій хворобі. Сутність пошуку цієї тріади є необхідність ранньої діагностики хвороби, адже вона є суто клінічною. Тому виявити генералізований правець ще до появи розгорнутих ознак хвороби (опістотонус, клоніко-тонічні судоми тощо) є необхідно задля раннього початку відповідного лікування, тому що летальність при цьому є високою.
Для виявлення не очевидного тризму застосовують 2-й варіант шпательного тесту — постукування (перкусія) по шпателю, покладеному на зуби, при вільно відкритій нижній щелепі провокує скорочення жувального м'язу, яке в нормі не відбувається.
У деяких джерелах пишуть про тріаду при правці, вводячи до неї пізні прояви правця, зокрема опістотонус чи ригідність потиличних м'язів, що не є правильним і не стосується саме ранньої діагностичної тріади.